# What's Ours?
What's Ours? è un cortometraggio muto del 1915 diretto da S. Rankin Drew.

## Produzione
Il film fu prodotto dalla Vitagraph Company of America.

## Distribuzione
Distribuito dalla General Film Company, il film - un cortometraggio in una bobina - uscì nelle sale cinematografiche statunitensi il 24 giugno 1915.